# 女执事会
女执事会（Friedonshort Deaconess Mission，FDM）是一个中国内地会的协同公会，成立于1912年，总部设于德国西里西亚的胡梅维茨。
1912年，在创会的当年，女执事会派遣4名女传教士苏宽仁（M.C.Welzel）、包宽爱（F.Paul）、巴宽敬（J.Rabe）、韦宽良（A.Wackwitz）前往中国，先在扬州学习中文，随后前往贵州省安平。1915年？在贵州大定建立第一个传教站。
1919年，女执事会在贵州有西教士4人，全部为女性，受餐信徒657人。1935年，女执事会在贵州大定、毕节有2总堂，西教士4人。